# SH2D5
SH2D5 (англ. SH2 domain containing 5) – білок, який кодується однойменним геном, розташованим у людей на 1-й хромосомі. Довжина поліпептидного ланцюга білка становить 423 амінокислот, а молекулярна маса — 46 797.
| 10         |  | 20         |  | 30         |  | 40         |  | 50         |
| ---------- |  | ---------- |  | ---------- |  | ---------- |  | ---------- |
| MQKAGAGGRR |  | ASDCGLAPHR |  | PRCITKFAQY |  | VGSFPVDDLD |  | TQESVWLVQQ |
| QLWALKDCPR |  | RRAVILKFSL |  | QGLKIYSGEG |  | EVLLMAHALR |  | RILYSTWCPA |
| DCQFAFMARN |  | PRSPASKLFC |  | HLFVGSQPGE |  | VQILHLLLCR |  | SFQLAYLLQH |
| PEERAQPEPC |  | PGPTGEVPLK |  | PLSSSGGLVR |  | EPFGRDQLSQ |  | NVHALVSFRR |
| LPAEGLVGSG |  | KELPESEGRA |  | RHARLGNPYC |  | SPTLVRKKAI |  | RSKVIRSGAY |
| RGCTYETQLQ |  | LSAREAFPAA |  | WEAWPRGPGG |  | HSCLVESEGS |  | LTENIWAFAG |
| ISRPCALALL |  | RRDVLGAFLL |  | WPELGASGQW |  | CLSVRTQCGV |  | VPHQVFRNHL |
| GRYCLEHLPA |  | EFPSLEALVE |  | NHAVTERSLF |  | CPLDMGRLNP |  | TYEEQDCGPP |
| GRPPRTLRPL |  | SHAKSEAELQ |  | GLG        |  |            |  |            |

A: Аланін

C: Цистеїн

D: Аспарагінова кислота

E: Глутамінова кислота

F: Фенілаланін

G: Гліцин

H: Гістидин

I: Ізолейцин

K: Лізин

L: Лейцин

M: Метіонін

N: Аспарагін

P: Пролін

Q: Глутамін

R: Аргінін

S: Серин

T: Треонін

V: Валін

W: Триптофан

Задіяний у такому біологічному процесі, як альтернативний сплайсинг. 
Локалізований у клітинній мембрані, мембрані, клітинних контактах, синапсах.